# Drift City
Drift City é um jogo de RPG Franco-Coreano para computador, publicada pela NHN desde 2007. O jogo mistura funções de um jogo de "corrida" com RPG. Grande parte do jogo é insiprado nas séries Grand Theft Auto, Need For Speed, Velozes e Fúriosos, Burnout e principalmente na série de filmes Carga Explosiva.